# 巴西盾皮鮠
巴西盾皮鮠，為輻鰭魚綱鯰形目美鯰科的其中一種。分布於南美洲巴西托坎廷斯河流域上游，屬日行性魚類，棲息在中層水域，體長可達3.6公分，可做為觀賞魚。

## 扩展阅读
維基物種上的相關：巴西盾皮鮠